# Stephanopoides simoni
Stephanopoides simoni là một loài nhện trong họ Thomisidae.
Loài này thuộc chi Stephanopoides. Stephanopoides simoni được Eugen von Keyserling miêu tả năm 1880.